# Brando (cantante)
Brando, pseudonimo di Orazio Grillo (Catania, 15 settembre 1969), è un cantautore, chitarrista e produttore discografico italiano.
Ha realizzato da solista dal 1992 sei album in studio ed un EP, mentre dal 1986 fa anche parte dei Boppin' Kids, con i quali ha realizzato quattro album in studio e di cui Brando è sia chitarrista che cantante.
Ha iniziato l'attività di produttore discografico ed editore per altri artisti dal 2005, tra le sue produzioni di maggior successo c'è quella dell'album Viva i romantici dei Modà, certificato disco di diamante . Nel 2013 ha produce l'album Schiena di Emma, certificato triplo disco di platino , è l'album di maggior successo dell'artista salentina.
Dopo aver lavorato come produttore e direttore artistico per importanti etichette discografiche ha aperto con la sua socia e compagna da una vita Raffaella Aldieri, una propria società di produzione ed edizioni in esclusiva per Universal Music Group, la Go Wild Music Srl.

## Biografia
Inizia la carriera artistica a 17 anni con il gruppo dei Boppin' Kids che, in breve, grazie a tre album e all'attività concertistica, diviene fra i più rappresentativi del panorama rockabilly europeo. Ben presto, però, l'autore muta stile indirizzandosi verso un genere musicale più orientato verso il rock statunitense. La prima canzone scritta a 16 anni da Brando Fire in My Soul, contenuta nell'album Go Wild per i Boppin' Kids, viene scelta come canzone d'apertura delle serate rock'n'roll al Blues House di Los Angeles di Dan Akroid, confermandosi ancora minorenne un autore di ever green rock'n'roll nella fase di revival di questo genere.
La carriera solista inizia nel 1992 con l'album Santi e peccatori, prodotto dal compianto Francesco Virlinzi e registrato al Waterbird Studio con la produzione di George Cowan (già dietro gruppi quali R.E.M., Metallica e 10,000 Maniacs). Il disco è trainato dai singoli Donne in amore, e Oh Mary. Il giovane autore catanese comincia quindi a farsi notare, grazie anche all'attività live in qualità di supporter a musicisti quali Vasco Rossi, Bryan Adams, Sting e, qualche anno dopo, Simple Minds e Skunk Anansie.
Il successivo lavoro è del 1994 e porta il titolo di Fuori dal branco..!. Registrato in parte ad Athens (Georgia), l'album si avvale infatti del supporto tecnico in fase di registrazione di Gary Rindfuss (The River di Springsteen) e di George Cowan che coproduce (con Brando) al Bearsville Studio di Woodstock, NY e da questo momento in poi firmerà sempre tutte le produzioni. Fuori dal branco..! è ricco di collaborazioni d'oltreoceano quali quella di Mike Mills bassista dei R.E.M. e Anna Lee B52's. Il brano Martha, in particolare, è registrato con la formazione di John Cougar Mellencamp ad Atlanta. Quest'ultimo lavoro viene definito dalla critica uno dei migliori di Brando.
Nel 1997 esce Buoni con il mondo. Un'opera importante nella carriera di Brando perché segna il distacco definitivo da Virlinzi. In cabina di regia, questa volta, troviamo infatti Mauro Pagani, il quale ha dato una connotazione più cantautorale al lavoro (pur non abbandonando il rock) grazie anche all'apporto di musicisti come Ellade Bandini, Michele Ascolese, Morgan, molti dei quali provenienti dall'entourage di Fabrizio De André. Di seguito è impegnato in un lungo tour con Pagani e con molti degli artisti che hanno collaborato nel suo album.
Nel 1998, sotto il nome Strych9, con la complicità dell'ex Denovo Toni Carbone (sotto lo pseudonimo Consuelo), Brando rievoca lo spirito rock 'n roll e punk dei Boppin' Kids con l'album Toxicparty. Una raccolta di brani oscuri degli anni 50 rivisitati in chiave gothic rockabilly.
Brando continua a suonare con molti artisti rock'n'roll internazionali con questo album e un tour in trio, passando infine da un'apparizione live con Jovanotti a un album di indie con i Primal Scream.
Tuttavia, alla ricerca di nuovi stimoli ed anche grazie all'incontro con Jovanotti e Saturnino, la musica di Brando abbandona le highway statunitensi per approdare verso le atmosfere latine di un genere più leggero ed immediato. La collaborazione tra Brando e Lorenzo Jovanotti darà parecchi frutti. Per primo nell'album No autostop, uscito a settembre del 1999, a cui seguirà un'intensa attività live durante il Capo Horn Tour. A maggio del 2000 esce Azucar moreno, nel quale, Sin corazon (Malavida) e La mia vita, hanno avuto un buon airplay radiofonico, tanto da valergli la partecipazione al Festivalbar e la riedizione del precedente album con l'aggiunta delle hits in questione e un nuovo titolo: Azucar moreno. In questo disco i brani Motocross, Bellezza mia e Innamorati sono stati scritti da Lorenzo Jovanotti. Successivamente Brando collabora al programma di Italia 1 firmando la sigla con il brano 2008, omonimo del programma, e di seguito lancia il singolo Se ci credi e si presta alla composizione della musica del pezzo Sei volata via, che verrà portata al successo da Ron, Pino Daniele, De Gregori Mannoia. Brando firma oltre 200 brani dall'85 ad oggi.
In seguito Brando sceglie di allontanarsi dalla prima linea delle scene musicali, concentrandosi quasi esclusivamente sull'attività di produzione, management e publishing.
Nel 2007 Brando lancia un nuovo progetto rock, con il nome di Brando & Congopower trio che, dopo la presentazione live, sfocia in un nuovo album: Boogie Nights per Edel e prodotto da Brando; si tratta di un album rock'n'roll e con influenze Surf e punk. L'album viene recensito da varie testate: il mensile Chitarre gli dedica sette pagine con intervista e Tribe inserisce un brano di Boogie Nights nella compilation per 105 Network Surfin Rock pubblicato in Francia e Germania. Citato da Manuel Graziani autore nel romanzo La mia banda suona il (punk) rock uscito nell'estate 2007 per Coniglio Editore. Insieme a John Mario (cantautore veronese) scrive ''10 Maggio'' tema musicale del film in uscita del regista bolognese Sarti con Chiara Muti.
Nel 2008 la storica formazione dei Boppin' Kids ritorna con un concerto dal vivo a Barcellona per il meeting internazionale Psychobilly meeting e cui seguono altre date ad Anversa, Berlino, Dublino, Madrid, Amsterdam e la storica esibizione al fianco, per la seconda volta, degli americani Stray Cats di Brian Setzer a Senigallia, i Boppin chiudono il loro comeback tour con 22 date nei principali clubs italiani ed europei.
Il 10 giugno 2012 Brando diventa produttore e manager di Emma (saranno inseparabili per anni), potete vedere un'esibizione live negli studi di RDS di due brani della cantante salentina, ovvero Amami e Dimentico tutto in versione acustica.. Inoltre il 13 giugno ha accompagnato sempre alla chitarra la cantante salentina in uno showcase organizzato da Cubomusica e TIM, dove sono stati proposti alcuni brani di Schiena, album di cui Brando è produttore.
La collaborazione da musicista con la cantante salentina prosegue, infatti Brando suona per lei anche in occasione del Summer Festival 2013.

## Attività da produttore discografico
Brando ha iniziato l'attività di produttore discografico dal 2005, quando Tav Falco lo ha chiamato al suo fianco in qualità di musicista e producer per lo show organizzato da Mojo e BBC It came from Memphis al Barbican Centre di Londra. Per tutto il 2006 impegnato nella produzione con E.A e Adrian Berwick della colonna sonora del videogame ufficiale della Fifa World Cup 2006, piazzando un brano dei fratelli Fajeti come unica traccia italiana a fianco di Depeche Mode e Black Eyed Peas. Inoltre, nell'ottobre 2007 Brando vollabora con la Panini Spa di Modena con alcuni progetti, Senit artista emergente pop e collabora con Pecunia Entertainment di Adrian Berwick su progetti discografici ed editoriali. tra cui un album di Placido Domingo "Amore infinito" Di seguito prosegue l'attività di produttore rock di Horrible Porno Stuntmen (trio di giovanissimi approdato a Xfactor 2007) e The Legendary Kid Combo con l'album Mustapha.
Tra le sue principali attività come produttore discografico c'è quella per l'Ultrasuoni di cui diventa direttore artistico (Società che raggruppa RTL 102,5, Radio Italia solo musica italiana, RDS ) tra il 2009 e 2011, quando insieme a Kekko Silvestre ed Enrico Palmosi, produce l'album Viva i romantici dei Modà. Il disco ha debuttato direttamente alla prima posizione della classifica FIMI (rimanendoci per 5 settimane consecutive); successivamente è stato certificato disco di diamante, la massima certificazione in Italia, vendendo oltre 300 000 copie. L'album è stato il secondo disco più venduto in Italia del 2011 continua ad essere in classifica considerato uno degli album più venduti del decennio. Il disco ha ottenuto notevole successo anche con i singoli infatti ben 7 hanno ottenuto una certificazione: Sono già solo, Arriverà e Come un pittore sono stati certificati multiplatino digitale con oltre 60 000 download, La notte e Tappeto di fragole sono stati certificati disco di platino con oltre 30 000 download ed infine Vittima e Salvami hanno ottenuto il disco d'oro per gli oltre 15 000 download in digitale.
Nel 2013 Brando produce l'album Schiena di Emma, che ha debuttato alla prima posizione della Classifica FIMI Album in Italia, rimanendoci per 4 settimane consecutive ed è stato certificato disco d'oro nei primi 21 giorni di vendita per le oltre 30 000 copie vendute;. Mentre il 21 giugno il disco viene certificato disco di platino. Anche grazie alla pubblicazione di Schiena Vs Schiena, sempre prodotto e suonato da Brando, l'album viene certificato triplo disco di platino con oltre 150 000 copie vendute, mentre In Svizzera ha raggiunto la 25ª posizione della Top 100 Albums di Schweizer Hitparade. Il successo dell'album è stato riscontrato anche nei singoli, infatti Amami (singolo di lancio dell'album) è stato certificato disco di platino, anche Dimentico tutto e L'amore non mi basta hanno raggiunto il disco di platino, mentre Trattengo il fiato e La mia città sono stati certificati disco d'oro, 5 singoli su 5 hanno ottenuto una certificazione. Brando ha prodotto e suonato l'album Schiena vs Schiena, una versione acustica dell'album Schiena più l'inedito La mia città (con cui partecipa all'Eurovision Song Contest).

In merito alla decisione di produrre Emma, queste sono state le parole di Brando: 
(Brando)
Alcuni mesi più tardi aggiunge:
(Brando)
Di seguito Brando comunica di aver terminato il suo rapporto lavorativo come direttore artistico dell'Universal Music e di aver aperto una propria società di produzione dal nome Brando Music Srl in accordi sempre con una grossa multinazionale, queste le sue parole:
(Brando)
Nel 2013 Brando ha prodotto anche Nesli per Carosello il brano Un bacio a te segna un cambiamento radicale per il cantautore marchigiano, firma per Universal Francesco Sarcina. che approda a San Remo con il brano Nel tuo sorriso, e il ritorno di Cristiano de Andrè
Nel 2014, dopo il tour Schiena (con 23 date nei Palasport italiani tutte sold out), Brando decide di concentrarsi sulla sua Production house Go Wild Music Srl , firma un contratto di esclusiva con Universal Music Group come produttore esecutivo, artistico e personal consultant del Presidente della Major Alessandro Massara. Terminato il rapporto lavorativo con Emma è stato Nesli il primo artista firmato da Brando per Universal Music Italia , il suo album dal titolo Andrà tutto bene (Disco Oro) viene pubblicato nel febbraio 2015, a cui segue Kill Karma lanciato sul mercato a luglio 2016(debutta al secondo posto della classifica fimi e al primo posto nei vinili)  e la riedizione di quest'ultimo: Kill Karma - La mente è un'arma pubblicato a febbraio 2017 subito dopo la partecipazione al festival di Sanremo.
Dal 2016 ha iniziato il sodalizio artistico con la cantautrice Alice Paba  vincitrice di THE VOICE ITALY producendole per Universal Music Italia l'album di debutto Se fossi un angelo anch'esso pubblicato a febbraio 2017. Nel 2019 esce Vengo in Pace ultimo album di Nesli (Universal Music Italia) prodotto da Brando . Nel 2020 pubblica e produce Gabriella Martinelli  "il gigante d'acciaio (Sanremo giovani 2020)  Warner Music Italia. Nel 2020/21 Brando firma la Produzione dell'Album ROCKNLOVE del pianista rocknroll Matthew Lee ( Decca Records ) anticipato dal singolo omonimo (Feat Paolo Belli) . Nel 2022 Brando realizza e produce il brano W la follia (che me porto dentro) singolo della band di culto romana L'Orchestraccia (Go Wild / Universal Music Italia ) con cui recentemente ha iniziato una nuova collaborazione .

## Discografia parziale

### Con i Boppin' Kids
- 1986 - Go Wild
- 1987 - Just for fun
- 1990 - Still Rockin
- 2008 - The Ultimate Worst Of

### Con i Strych9
- 1998 - Toxicparty (Musica & Suoni/ Audioglobe)
- 2009 - Reissue unreleased (Voodoochild)

### Discografia solista
- 1992 - Santi & peccatori (Polydor)
- 1994 - Fuori dal branco..! (Polydor)
- 1996 - Buoni con il mondo (Polydor)
- 1998 - No autostop (BMG)
- 2000 - Azúcar Moreno (RCA)
- 2001 - La mia vita (EP, BMG)
- 2002 - Se ci credi (singolo, Zomba Records)
- 2006 - Boogie Nights (Edel)

## Produttore
- Modà :  Viva i Romantici : 2011 (Ultrasuoni - Believe)
- Edoardo Bennato: La mia città 2012 (Ultrasuoni- Believe)
- Emma : Schiena 2013 (Universal Music Italia)
- Emma : Schiena Vs Schiena 2014 (Universal Music Italia)
- Nesli : Andrà tutto bene  (Universal Music Italia ) 2015
- Enrico Nigiotti : Qualcosa da decidere ("Sanremo Giovani" ) Universal Music Italia 2015
- Edoardo Bennato: Pronti a Salpare (Universal Music Italia) 2016
- Nesli : Kill Karma 2016
- Nesli : La mente è un'arma (Universal Music Italia) Sanremo 2017
- Alice Paba : Se Fossi un Angelo (Universal Music Italia) Sanremo 2018
- Nesli : Vengo in Pace (Universal Music Italia) 2019
- Gabriella Martinelli : Il Gigante D'Acciaio (WARNER) Sanremo Giovani 2020
- Matthew Lee : Rock N Love (Decca Records  ) 2020 Album
- Matthew Lee feat Paolo Belli  : Rock N Love (Decca Records  ) 2020 Single
- L'Orchestraccia : W La follia (che me porto dentro)  (GOWILD /UNIVERSAL ) 2021